# Рута корсиканская
Рута корсиканская (лат. Ruta corsica) — вид цветковых растений рода Рута (Ruta) семейства Рутовые (Rutaceae).

## Ботаническое описание
Многолетнее травянистое растение с древеснеющими внизу стеблями высотой 10—45 см.
Нижние листья с черешками до 8 см, верхние почти сидячие дважды- или триждыперистые, конечны листочек от обратнояйцевидного до клиновидно-округлого.
Соцветие рыхлое. Чашелистики дельтовидно-яйцевидные, тупые; лепестки бледно-жёлтые, широкояйцевидные, зубчатые.

## Распространение и экология
Горы Сардинии и Корсики. Цветение в июле — августе.